# クリス・カーター (1982年生の外野手)
ウィリアム・クリストファー・カーター（William Christopher "Chris" Carter , 1982年9月16日 - ）は、アメリカ合衆国カリフォルニア州出身の元プロ野球選手（外野手、内野手）。

## 経歴

### プロ入りとダイアモンドバックス傘下時代
2004年のMLBドラフトでアリゾナ・ダイヤモンドバックスから17巡目指名を受け、スタンフォード大学を飛び級で3年で卒業して入団。

### レッドソックス時代
2007年8月21日にトレードでボストン・レッドソックスに移籍。
2008年6月5日のタンパベイ・レイズ戦でジェームズ・シールズに殴りかかって退場となったココ・クリスプの代走でメジャーデビューを果たす。
2009年はメジャーでは4試合の出場に終わるが、傘下のAAA級ポータケットでは116試合の出場で打率.294、16本塁打、OPS.823の成績を残す。

### メッツ時代
2009年10月7日にビリー・ワグナーとのトレードでニューヨーク・メッツに移籍。
2010年は対右投手用の代打を中心に自己最多の100試合に出場した。

### レイズ時代
2011年1月6日にタンパベイ・レイズとマイナー契約を結ぶ。6月16日にフリーエージェント(FA)となる。

### ブレーブス時代
2011年6月18日にアトランタ・ブレーブスとマイナー契約を結んだ。傘下のAAA級グウィネットでは23試合の出場で打率.338、4本塁打、OPS.974の成績を残すがメジャー昇格には至らなかった。

### 西武時代
2011年12月21日に埼玉西武ライオンズが獲得を発表した。
2012年は、オープン戦で膝の故障が悪化し、3月に右膝の手術を行った。シーズンでは主に代打として59試合に出場。代打打率.333、代打出塁率.438、得点圏打率.359を記録するなど勝負強さを発揮し、チームの3年連続となるクライマックスシリーズ出場に大きく貢献した。しかし、シーズン終盤に右膝の状態が悪化し、指名打者での出場も困難な状態であったため、10月31日に球団からウェーバー公示されたことが発表された。その後、11月7日に自由契約公示された。西武退団後は現役を引退し、アメリカ国内で就職していたが、日本国内の球団にスカウト打診されて現役復帰。

### 独立リーグ時代
2013年は日本国内の独立リーグであるベースボール・チャレンジ・リーグ（BCリーグ）に加盟する石川ミリオンスターズ主催のトライアウトへ参加し、2013年4月5日に石川ミリオンスターズへの入団が発表された。メジャー経験者がBCリーグへ入団するのは2012年のフランシス・ベルトラン（群馬）以来2人目。

### 西武復帰
2013年6月16日に石川ミリオンスターズと西武ライオンズの間で譲渡に関する合意が成立し、ライオンズに復帰することとなった。2012年に付けていた背番号2は金子侑司が2013年から使用しているために、背番号は10となった。しかし、わずか14試合の出場にとどまり、打率.133と結果を残せなかった。10月4日にウェーバー公示にかけられ、10月11日にNPBより自由契約が公示された。

### メキシコ時代
2014年はメキシカンリーグに所属していたが、6月に引退。

### 引退後
2014年12月29日付日刊スポーツによると、アメリカのヘッジファンド会社「ブリッジウォーターアソシエーツ」でプロジェクトマネージャとして働いていた。その後、2018年時点ではジョージア州アトランタのiFOLIO社にて、スポーツ奨学金のサポート業務に従事している。

## 選手としての特徴
マイナー通算の四球率9.8パーセントの選球眼とメジャーで15本塁打を期待できる長打力を持ち味とするが左投手を苦手とし、メジャーでは主に対右投手で起用された。毎打席打つ方向を決めているという極端な決め打ちをしており、外野守備の名手として知られる岡田幸文からは「ある程度球種とコースで打球を予測できるけど、カーターはできない。気持ち悪い打者」と畏怖されている。
マイナーでは一塁手と左翼手で起用されることが多く、メジャーでは右翼手と左翼手で出場経験があるが、守備には難を抱える。NPB（西武）では右膝手術の影響からか、一軍での試合は全て代打か指名打者として出場し、守備につく事は一度もなかった。なお二軍では2013年には一塁手として出場している。

## 人物
スタンフォード大学を飛び級して3年で卒業しており、人間生物学を専攻 (pre-med (学部卒業後の医学大学院志望コース)) していた。医者家系に生まれたが、子供の頃から野球選手を目指していたという。
西武入団後は、都内から本拠地である西武ドームまで電車通勤していた。熱血漢な一面も持ち合わせ、キャプテンである栗山巧が怪我で離脱し、チームも2連敗している中で迎えた8月23日の対ソフトバンク戦の試合前ミーティングで「勝者と敗者の間には、1センチの差しかない。俺たちはチャンピオンを目指すチームだ。きょうはチャンピオンのように闘おう。チャンピオンは、あきらめない。」と熱弁を奮ってナインを鼓舞し、チームを勝利に導いた。
引退後も西武ファンを公言しており、2018年に西武が優勝マジックを5にまで減らした際には、着ていたYシャツを破り中から自身の2012年度のユニフォームを見せるパフォーマンスと共に激励のコメントを寄せた。また元チームメイトの秋山翔吾がシンシナティ・レッズと契約した際には、twitterにてエールを送った。

## 詳細情報

### 年度別打撃成績
| 年 度    | 球 団    | 試 合 | 打 席 | 打 数 | 得 点 | 安 打 | 二 塁 打 | 三 塁 打 | 本 塁 打 | 塁 打 | 打 点 | 盗 塁 | 盗 塁 死 | 犠 打 | 犠 飛 | 四 球 | 敬 遠 | 死 球 | 三 振 | 併 殺 打 | 打 率 | 出 塁 率 | 長 打 率 | O P S |
| -------- | -------- | ----- | ----- | ----- | ----- | ----- | -------- | -------- | -------- | ----- | ----- | ----- | -------- | ----- | ----- | ----- | ----- | ----- | ----- | -------- | ----- | -------- | -------- | ----- |
| 2008     | BOS      | 9     | 20    | 18    | 5     | 6     | 0        | 0        | 0        | 6     | 3     | 0     | 0        | 0     | 0     | 2     | 0     | 0     | 5     | 0        | .333  | .400     | .333     | .733  |
| 2009     | BOS      | 4     | 6     | 5     | 0     | 0     | 0        | 0        | 0        | 0     | 1     | 0     | 0        | 0     | 1     | 0     | 0     | 0     | 4     | 0        | .000  | .000     | .000     | .000  |
| 2010     | NYM      | 100   | 180   | 167   | 15    | 44    | 9        | 0        | 4        | 65    | 24    | 1     | 2        | 0     | 0     | 12    | 0     | 1     | 17    | 2        | .263  | .317     | .389     | .706  |
| 2012     | 西武     | 59    | 138   | 126   | 9     | 37    | 8        | 0        | 4        | 57    | 27    | 0     | 0        | 0     | 1     | 10    | 0     | 1     | 22    | 3        | .294  | .348     | .452     | .800  |
| 2013     | 西武     | 14    | 34    | 30    | 0     | 4     | 0        | 0        | 0        | 4     | 3     | 0     | 0        | 0     | 1     | 3     | 0     | 0     | 11    | 2        | .133  | .206     | .133     | .339  |
| MLB：3年 | MLB：3年 | 113   | 206   | 190   | 20    | 50    | 9        | 0        | 4        | 71    | 28    | 1     | 2        | 0     | 1     | 14    | 0     | 1     | 26    | 2        | .263  | .316     | .374     | .689  |
| NPB：2年 | NPB：2年 | 73    | 172   | 156   | 9     | 41    | 8        | 0        | 4        | 61    | 30    | 0     | 0        | 0     | 2     | 13    | 0     | 1     | 33    | 5        | .263  | .320     | .391     | .715  |

### 記録
NPB
- 初出場：2012年6月23日、対オリックス・バファローズ6回戦（西武ドーム）、6回裏に星秀和の代打で出場
- 初打席：同上、6回裏に小松聖から三飛
- 初安打・初打点：2012年7月1日、対北海道日本ハムファイターズ11回戦（西武ドーム）、7回裏に宮西尚生から左前適時打
- 初先発出場：2012年7月2日、対福岡ソフトバンクホークス7回戦（東京ドーム）、5番・指名打者で先発出場
- 初本塁打：2012年8月7日、対千葉ロッテマリーンズ13回戦（QVCマリンフィールド）、9回表にカルロス・ロサから左越ソロ

### 独立リーグでの打撃成績
| 年 度     | 球 団     | 試 合 | 打 数 | 得 点 | 安 打 | 二 塁 打 | 三 塁 打 | 本 塁 打 | 塁 打 | 打 点 | 三 振 | 四 球 | 死 球 | 犠 打 | 犠 飛 | 盗 塁 | 失 策 | 併 殺 打 | 残 塁 | 打 率 | 長 打 率 | 出 塁 率 | O P S |
| --------- | --------- | ----- | ----- | ----- | ----- | -------- | -------- | -------- | ----- | ----- | ----- | ----- | ----- | ----- | ----- | ----- | ----- | -------- | ----- | ----- | -------- | -------- | ----- |
| 2013      | 石川      | 29    | 91    | 11    | 31    | 2        | 0        | 3        | 47    | 17    | 8     | 25    | 2     | 0     | 1     | 1     | 0     | 2        | 29    | .341  | .516     | .487     | 1.003 |
| 通算：1年 | 通算：1年 | 29    | 91    | 11    | 31    | 2        | 0        | 3        | 47    | 17    | 8     | 25    | 2     | 0     | 1     | 1     | 0     | 2        | 29    | .341  | .516     | .487     | 1.003 |

### 背番号
- 51 （2008年）
- 54 （2008年 - 2009年）
- 23 （2010年）
- 2 （2012年）
- 7 （2013年）
- 10 （2013年）